# Shoo Be Doo
Shoo Be Doo (с англ. — «Шу Би Ду») — песня американской рок-группы The Cars, пятый трек с альбома Candy-O.

## О песне
Песня была написана и спета вокалистом, ритм-гитаристом и автором песен Риком Окасеком. Продюсером выступил Рой Томас Бейкер. На оригинальном виниловом альбоме песни Double Life, Shoo Be Do и Candy-O переходили друг в друга без промежутков между песнями. В то время это "попурри" из трёх песен часто исполнялось вместе без изменений на радиостанциях AOR.
Том Карсон из Rolling Stone сказал:На всей записи только "Shoo Be Doo" впадает в искусную выдумку и не нажимает ни на один уровень. Стивен Томас Эрлевайн из Pitchfork утверждает, что “Shoo Be Doo”, фрагмент мрачных, замкнутых синтезаторов, вклинившихся между двумя гораздо более бурными моментами, напоминает Suicide.

## Каверы
- Кавер-версия была сделана Tara Elliott And The Red Velvets для трибьют-альбома Just What We Needed: A Tribute To The Cars.

## Участники записи
- Рик Окасек — ритм-гитара, вокал, бэк-вокал
- Эллиот Истон — соло-гитара, бэк-вокал
- Грег Хоукс — клавишные, перкуссия, бэк-вокал
- Бенджамин Орр — бас-гитара, вокал, бэк-вокал
- Дэвид Робинсон — ударные, перкуссия